# Rålambshovs gård

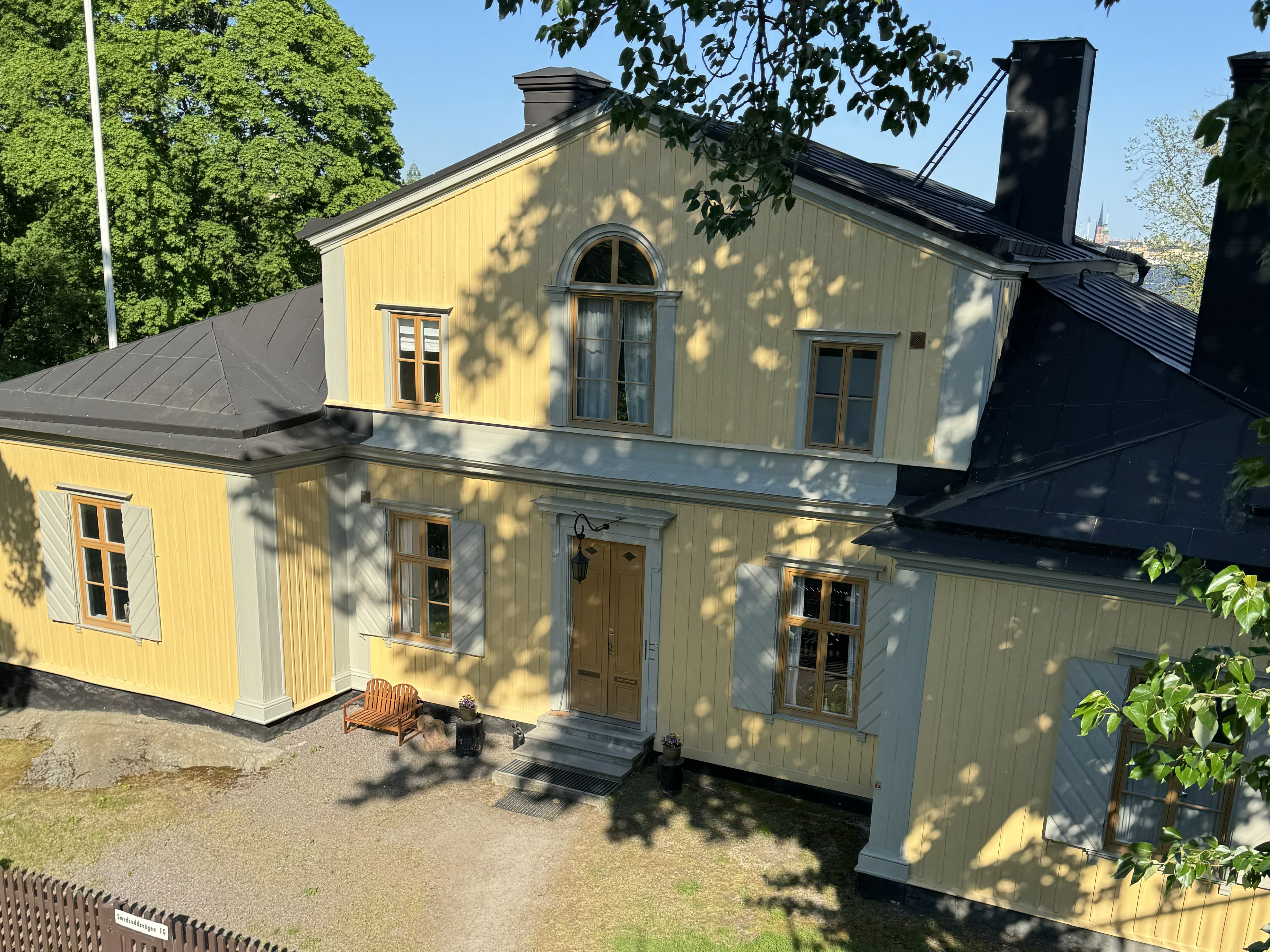
Gårdens entrésida sedd från Västerbron, 2024.

Rålambshovs gård är en av Stockholms kvarvarande malmgårdar som ligger i Rålambshovsparken  på Kungsholmen strax öster om Västerbrons brofäste. Nuvarande träbyggnad uppfördes år 1801 efter arkitekt Carl Christoffer Gjörwells ritningar, då hette gården Agatheberg. Fastigheten (Marieberg 1:15) är blåmärkt av Stadsmuseet i Stockholm vilket innebär att den har "synnerligen höga kulturhistoriska värden". Byggnaden ägs och förvaltas av kommunägda AB Stadsholmen.

## Historik

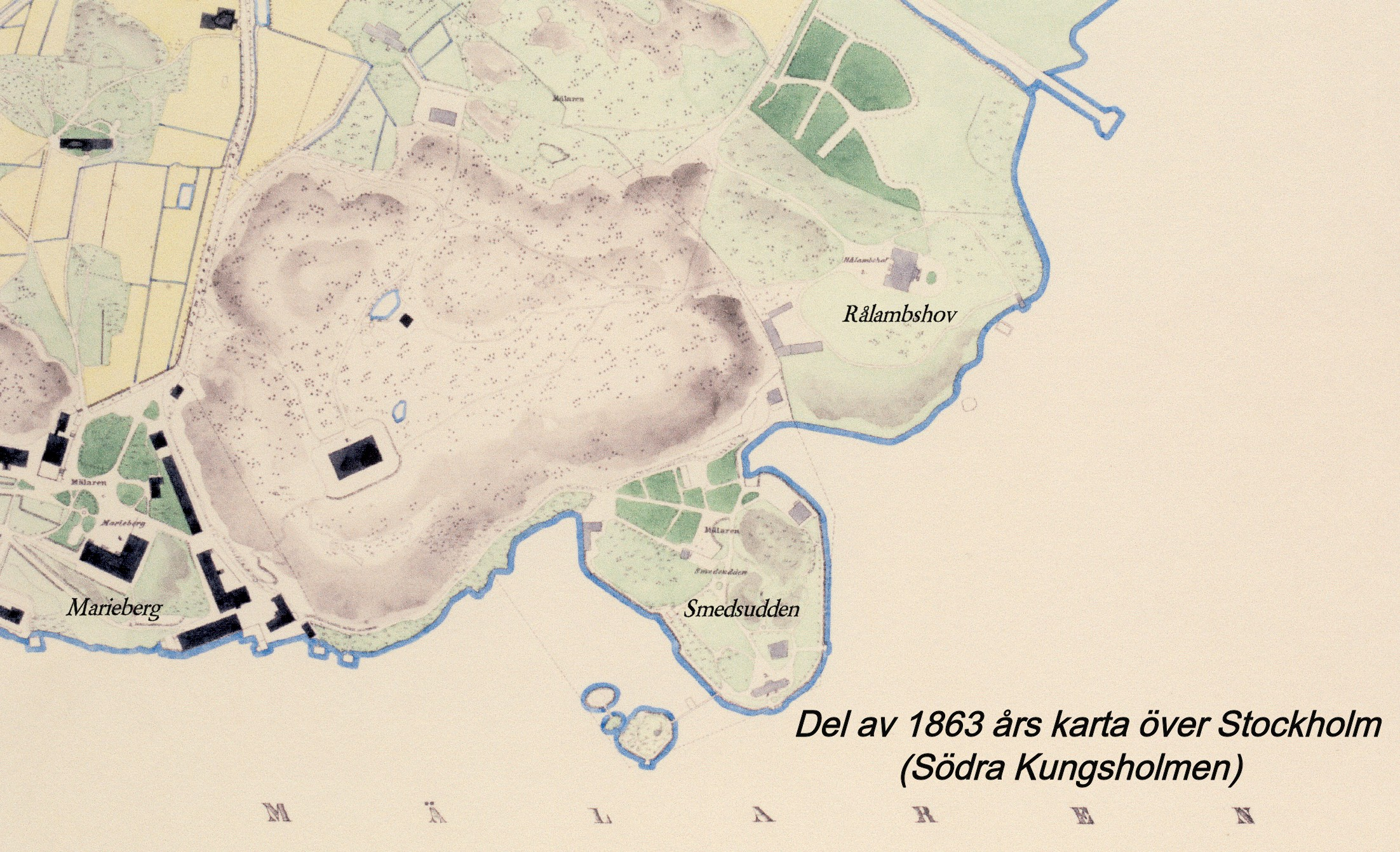
Området på en karta från 1863.

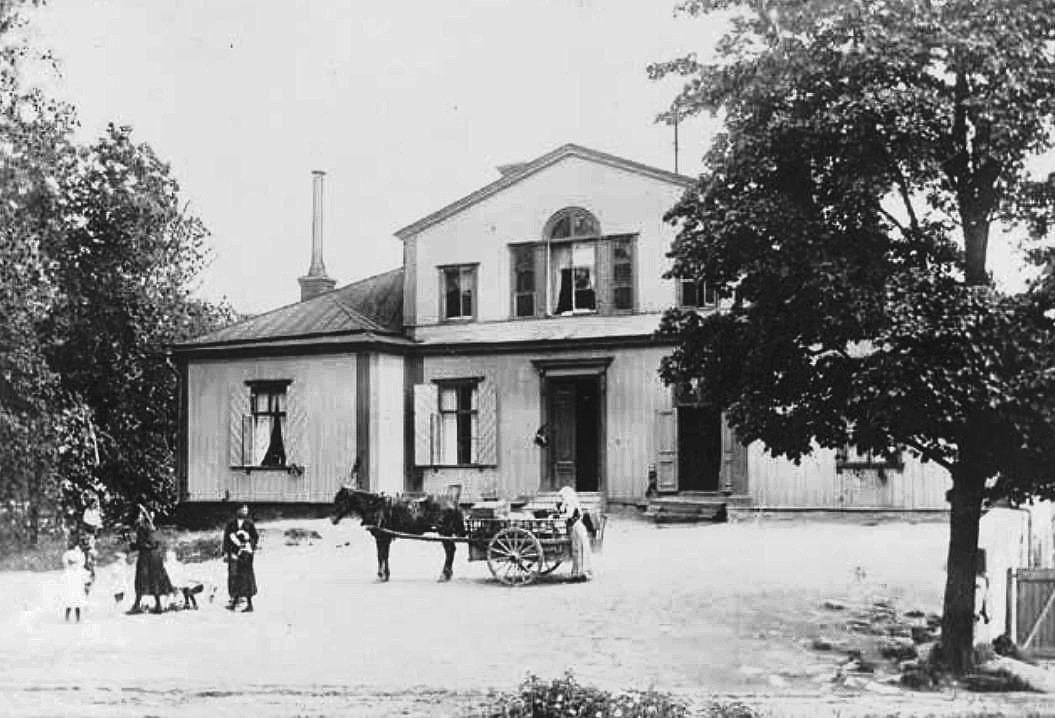
Rålambshov 1902

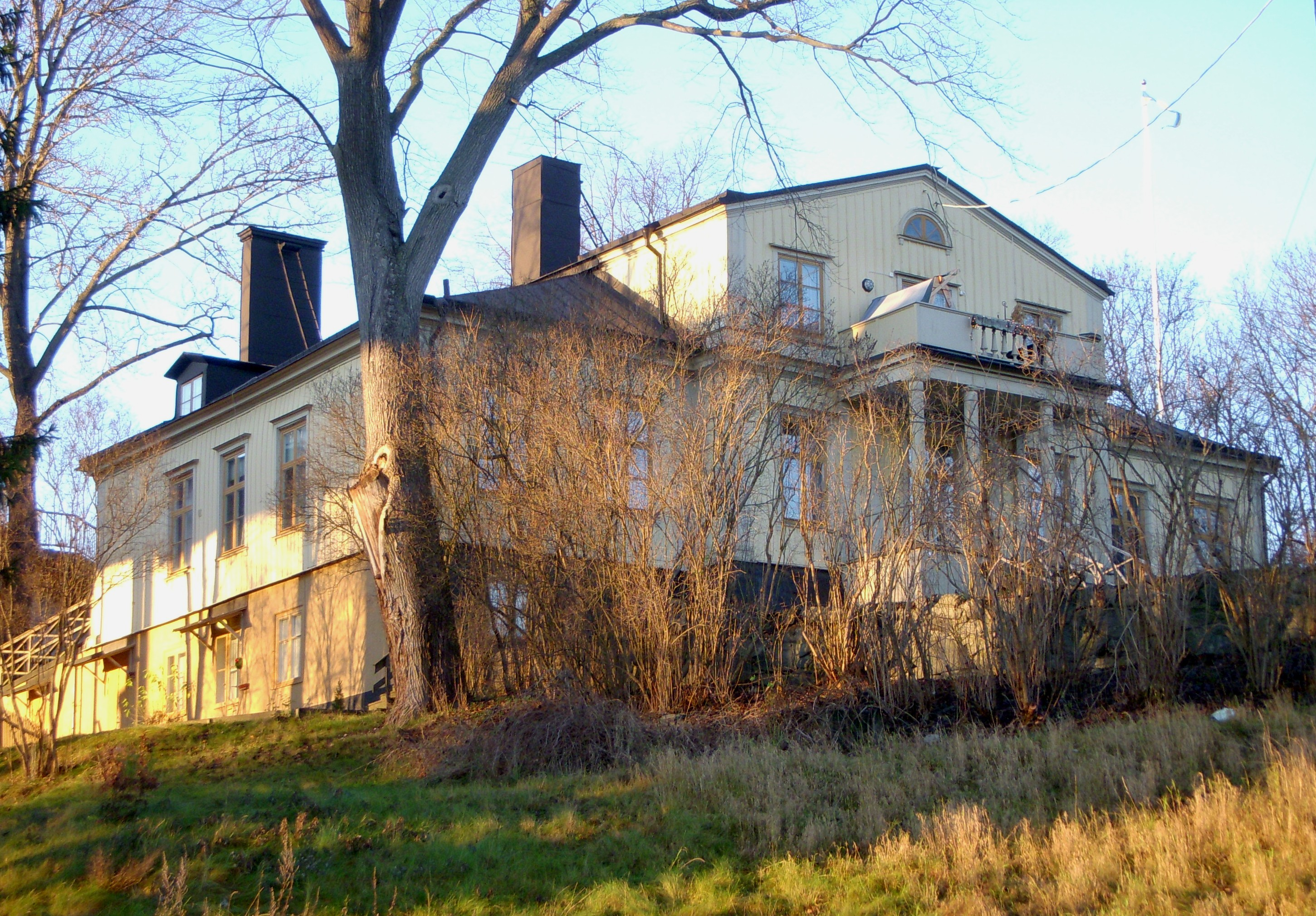
Gårdens sydsida, 2009.

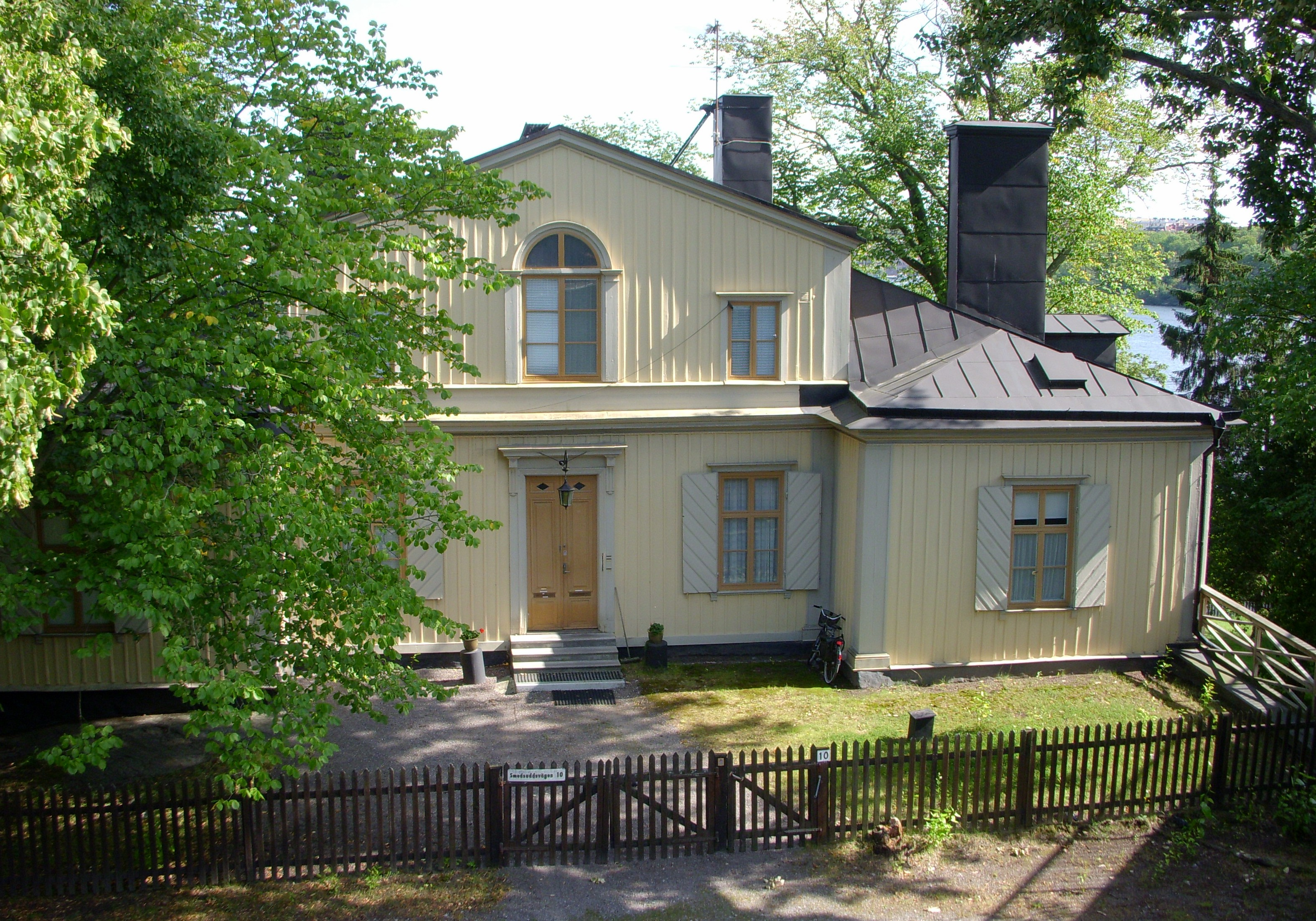
Gårdens framsida, 2009

På tomten anlades under 1430-talet ett tegelbruk. På 1600-talet stod en tegellada vid Riddarfjärden och ett boningshus lite högre upp på slänten. Troligtvis var det i detta boningshus som en Caspar Möller bodde mellan åren 1705 och 1706. År 1706 var stället utarrenderat till översten friherre Åke Rålamb. Han är mest känd för att ha författat encyklopedin Adelig Öfning och det var han som gav området och platsen sitt nuvarande namn, trots att han redan efter tio år blev vräkt på grund av obetalda arrenden.  
Under Rålambs efterföljare utökades tomten och antal byggnader. Kring 1730-talet beboddes egendomen av Georg Soth, då fanns utöver boningshuset även vagnslider, fähus, källare, tegellada och ett badhus vid stranden. Vägen ner mot anläggningen var en allé, ungefär i förlängningen med dagens Fridhemsgatan. På Petrus Tillaeus detaljrika karta från 1733 betecknas området med Rålamshof (utan "b") och gården vid  Mälaren har två flygelbyggnader och en brygga. På tomten finns även en damm inritad, som matades via en lång kanal från Hornsberg. 
På 1760-talet kom olika industrier till platsen, däribland ett tegelbruk och ett tag fanns även ett salpetersjuderi, där kvinnliga fångar arbetade under stort umbärande.
Efter 1798 kom gården i Evert Georgiis händer, han blev senare landshövding, då hade samtliga byggnader brunnit ner. År 1801 gav Georgii arkitekt Carl Christoffer Gjörwell uppdraget att rita den vackra träbyggnaden som fortfarande finns kvar på platsen. Byggnadens sjösida fick en stor veranda och en balkong som bärs upp av fyra träpelare. Därifrån fick man en utmärkt utsikt mot staden. Georgii anlade även en trädgård och bytte namn på egendomen till Agatheberg, efter hans hustru.
Efter Georgiis död 1808 gick arrenderrättigheterna genom många händer, bland annat användes huset i början av 1900-talet som borgmästarebostaden, då Stockholms borgmästare Gunnar Fant bodde här under några år. Ännu 1915 låg Rålambshov tillsammans med några gårdar på Smedsudden ensamt på södra Kungsholmen. På 1920-talet hade Allmänna barnhuset en filial i Stora Rålambshov. På 1930-talets början stördes lugnet av en stor byggarbetsplats. Här restes Västerbron, Stockholms dåtidens högsta bro med 26 meter segelfri höjd. Gården skulle rivas, men så blev inte fallet. Norra brofäste stryker knappt förbi längs Rålambshovs tak och Rålambshovsparken som anlades ungefär samtidigt med Västerbron inkräktade ytterligare på tomten. Idag (2009) är huset privatbostad.

## Lilla Rålambshov

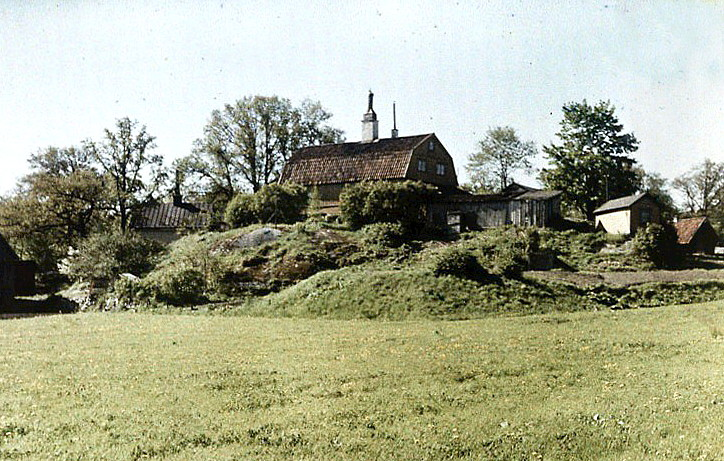
Lilla Rålambshov 1931.

Lilla Rålambshov var en mindre egendom som låg cirka 350 meter nordväst om Rålambshovs gård. Här fanns tobaksland och torklada. Stället beboddes under 1896 och fram till 1900 av en mjölkutkörare med familj. Bebyggelsen revs på 1930-talet och på platsen uppfördes 1939 Rålambshovsskolan efter ritningar av arkitekt Paul Hedqvist. Kvarteret Lilla Rålambshov påminner fortfarande om den tidigare gården.